# Jan de Herdt

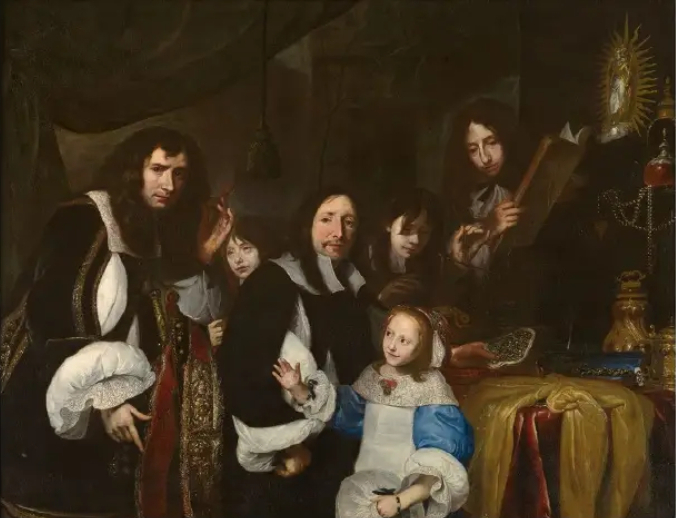
Retrato de la familia del orfebre imperial Franz Wilhelm de Harde von Antorff, presunto autorretrato del artista a la izquierda

Jan de Herdt, también llamado en Italia Il fiammingo  (Amberes, c. 1620 - entre 1686 y 1690) fue un pintor y dibujante flamenco. Tras formarse en Amberes, pasó toda su carrera en el extranjero, primero en el norte de Italia y después en Viena y otras ciudades de Europa central. Fue principalmente retratista, pero también pintó escenas de género y temas religiosos, mitológicos y alegóricos. Formó parte de una red de pintores flamencos y holandeses que trabajaban para la corte, la aristocracia y las instituciones eclesiásticas de Europa central.

## Vida
Los detalles sobre la vida de Jan de Herdt son escasos. Se cree que nació en Amberes hacia 1620. No está claro quién fue su maestro. No consta como alumno de ningún pintor contemporáneo. Por tanto, es posible que estudiara con Rubens o Jordaens, dos artistas que, como artistas de la corte, estaban exentos de la obligación de registrar a sus alumnos en el Gremio de San Lucas de Amberes. No existen pruebas documentales de este aprendizaje. También es posible que se formara fuera de Amberes. Fue admitido como maestro en el Gremio de San Lucas de Amberes en el año gremial 1646-47. El 18 de octubre de 1648 ingresó en la "Sodaliteit van de Bejaerde Jongmans" (Sodalidad de los solteros mayores de edad), una fraternidad para solteros establecida por la orden de los jesuitas.

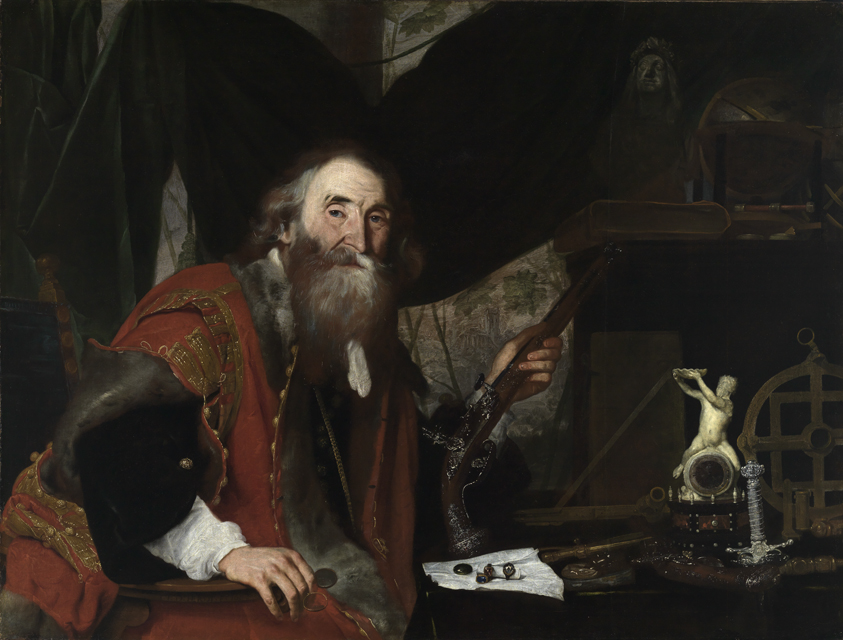
Retrato de un hombre desconocido con su colección de arte (El anticuario)

Dejó Flandes y posteriormente se registra en el norte de Italia, donde está documentado en Lovere en 1657 trabajando en un retablo para la iglesia local de San Jorge. La gran pintura que representa a Moisés golpeando la roca que aún se conserva. Se registró en Bérgamo en 1658 donde pintó Abraham y Abimelech para la Iglesia de Santa Maria Maggiore, que aún se conserva. Está documentado en Brescia en 1660-1661. En este lugar residió el tiempo suficiente para formar al pintor Angelo Everardi, que probablemente era de ascendencia flamenca y era conocido como il Fiammenghino. Aunque no hay evidencia documental de ello, es probable que también estuviera activo en Mantua durante un tiempo. La dirección artística de la Corte Ducal de Mantua había estado durante décadas en manos de artistas flamencos, primero Daniel van den Dyck y después Frans Geffels. Geffels también era de Amberes y se había hecho miembro del Gremio de San Lucas de Amberes un año antes que de Herdt. Después se marchó a trabajar a Italia, aunque también trabajó durante periodos en Viena, donde se cree que ambos artistas llegaron a principios de la década de 1660, y mantuvo vínculos con ella. Es probable que los artistas se conocieran, ya que ambos colaboraron en un libro publicado en Viena, la Historia de Leopoldo Cesare.
Jan de Herdt siguió los pasos de muchos de sus compatriotas de la generación anterior que buscaron una carrera en Europa Central. Los Países Bajos del Sur habían desarrollado un vínculo estrecho con la corte imperial de Viena, ya que sus gobernantes españoles estaban conectados con ella a través de vínculos dinásticos. Los gobernadores del sur de los Países Bajos eran a menudo miembros de la familia imperial austríaca. De vez en cuando se llevaban a artistas de Flandes cuando regresaban a Viena después de que los llamaran de su puesto. Este fue el caso del archiduque Leopoldo Guillermo de Habsburgo, quien trajo de regreso a Viena a artistas como Jan Anton van der Baren, Franciscus van der Steen y Nikolaus van Hoy.

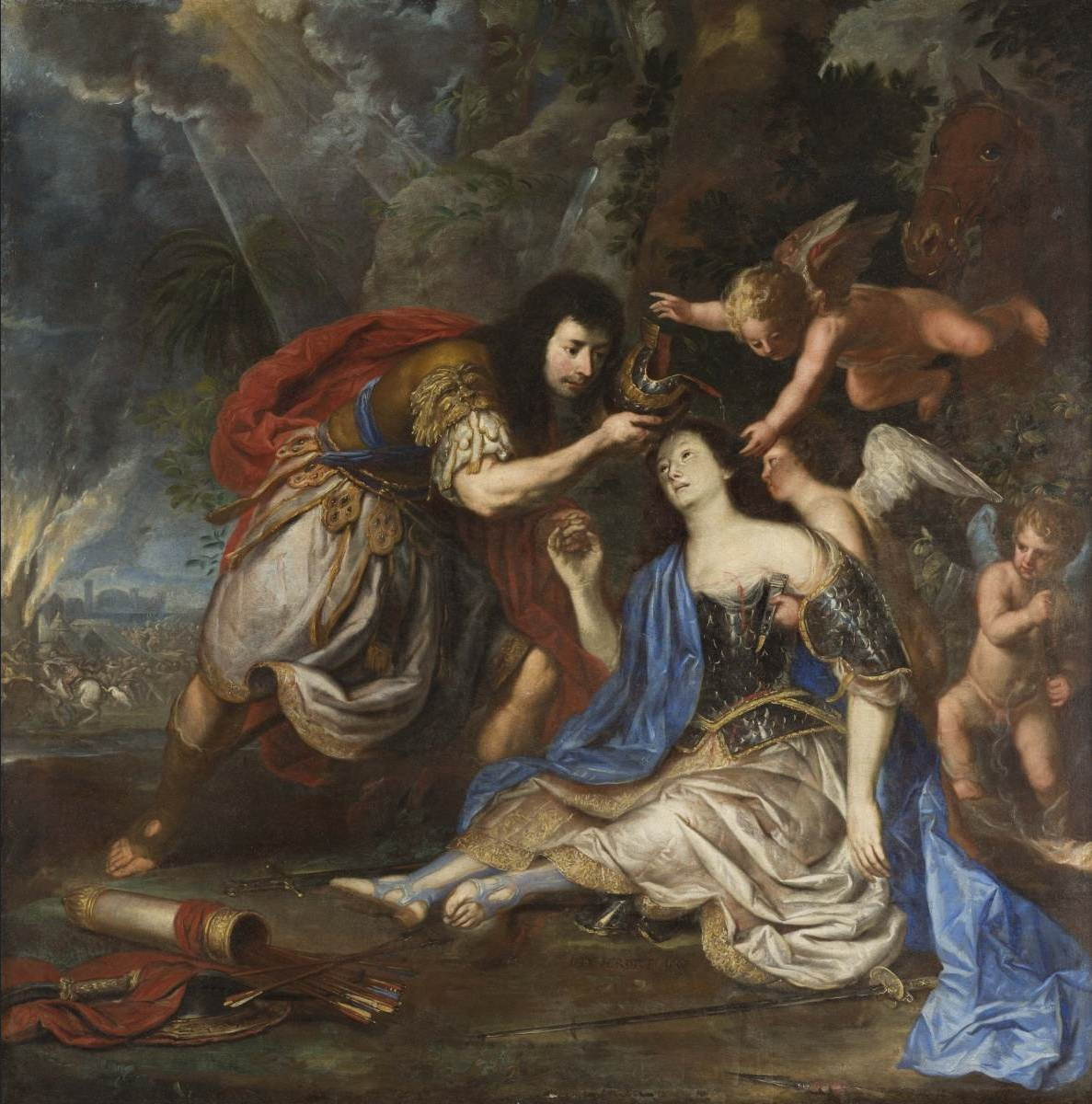
Clorinda, herida de muerte, es bautizada por Tancredo

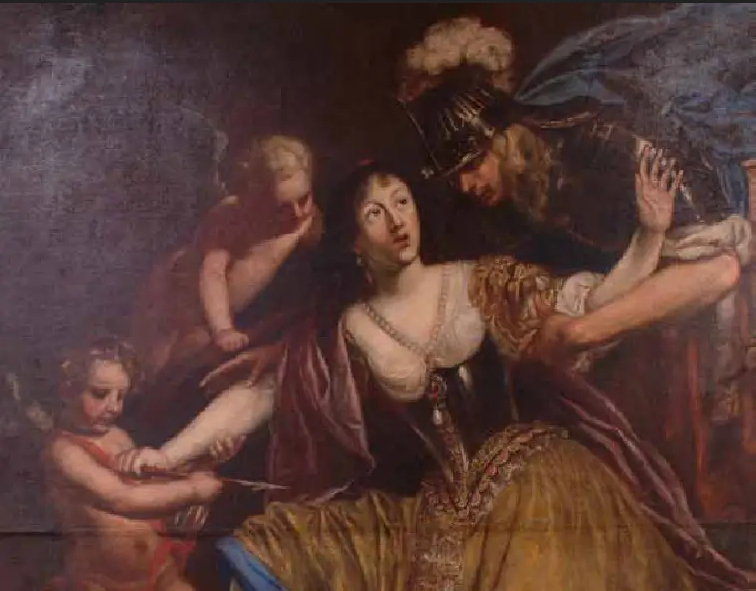
Rinaldo impidiendo el suicidio de Armida (detalle)

El hermano de Jan de Herdt le había precedido, ya que trabajaba en Viena como orfebre de la corte, y es posible que contribuyese a introducir a Jan en la corte de Viena. Aunque se cree que llegó a Viena alrededor de 1660, Jan está documentado por primera vez en Viena el 8 de enero de 1662. En esa fecha firmó en los registros eclesiásticos de la Schottenkirche (iglesia escocesa) de Viena cuando, junto con el grabador flamenco Franciscus van der Steen, actuó como testigo en la boda del artista holandés Hans de Jode. Posteriormente, Jan de Herdt colaboró con van der Steen en una serie de retratos aristocráticos para la publicación Historia di Lepoldo Cesare. Frans Geffels también contribuyó a esta publicación. En Viena, de Herdt pintó retratos de cortesanos, así como cuadros de historia para sus castillos y palacios. Aparece en los registros comerciales de Forchondt, una empresa familiar de marchantes de arte de Amberes que atendía a clientes de toda Europa y tenía una sucursal en Viena. El hijo del fundador del negocio familiar se formó como orfebre con el hermano de Jan en Viena. Los registros de la empresa Forchondt muestran que en 1671 el príncipe Schwarzenberg compró un cuadro con el tema de Armida y Rinaldo, que probablemente era el Rinaldo que impedía el suicidio de Armida, de Herdt (ahora en el antiguo monasterio agustino de Brno).

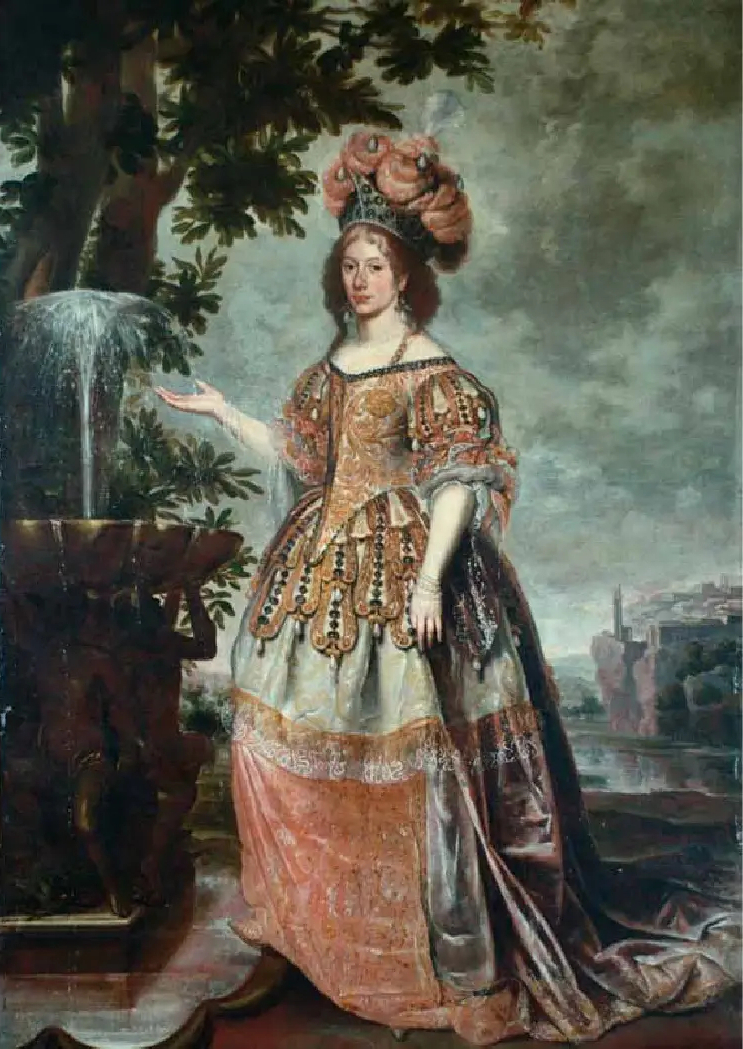
Retrato de mujer noble desconocida

Jan pudo haber estado activo en Jaroměřice nad Rokytnou (ahora en la República Checa ) desde principios de 1666 hasta enero de 1667. De 1666 a 1668 de Herdt trabajó en Brno. Está registrado en Praga en 1680, donde había acompañado a la corte cuando huyó de Viena debido a un brote de peste. Estuvo en Třebíč de 1880 a 1881 y, en este último año, también en Znojmo. En 1684 ejecutó dos obras para mecenas en Praga, pero posiblemente estas fueron creadas en otro lugar. El último informe de su presencia en Jaroměřice nad Rokytnou se remonta a 1686. Después de 1686 no hay más noticias del artista.
Se desconocen la hora y el lugar exactos de su muerte. No hay registros sobre él después de 1686. Se cree que murió en algún momento entre 1686 y 1690 en Europa Central.

## Obra
Jan de Herdt fue un pintor versátil que pintó retratos, historias de la Biblia, pinturas históricas y escenas de género. Firmó la gran mayoría de sus obras con la variante más extendida de su nombre JD Herdt. Las influencias más evidentes en su trabajo son los principales pintores de Amberes, Anthony van Dyck, Rubens, Jordaens y Caspar de Crayer. El estilo de los retratos de De Herdt muestra la influencia del modelo de retrato de van Dyckian. Esta influencia también es reconocible en su serie de pinturas que relatan historias de la 'Gerusalemme Liberata' de Torquato Tasso, como Erminia y los pastores. 

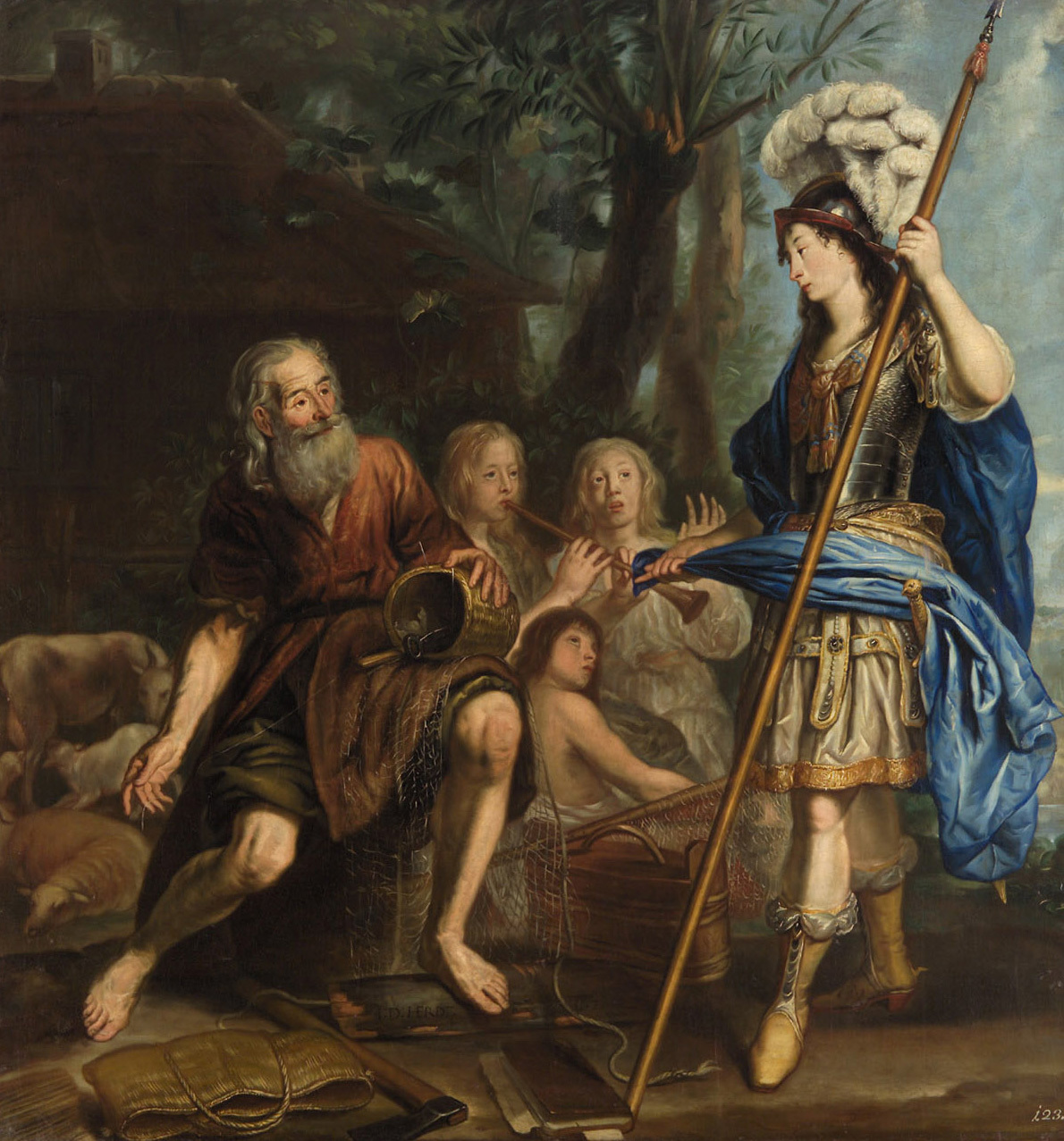
Erminia y los pastores

Jan de Herdt también estaba al tanto de las tendencias de la pintura centroeuropea. Así lo demuestra su Retrato de la familia del orfebre imperial Franz Wilhelm de Harde von Antorff  (Museos Reales de Bellas Artes de Bélgica). El retrato familiar de De Herdt incluye probablemente un autorretrato en el joven de la izquierda, que sostiene un reloj en la mano izquierda y señala con la derecha el suelo. Otra posibilidad es que se trate de un retrato de su sobrino. Dadas las similitudes entre las dos obras, el retrato familiar de De Herdt puede indicar que había visto la Familia del tallador de piedras preciosas Dionysius Miseroni (Galería Nacional de Praga) pintada por el retratista checo Karel Škréta en 1653. Se trata de uno de los primeros retratos de grupo de este tipo en Europa Central. En 1669, Tobias Pock pintó un Autorretrato con la familia del artista en el que se representó a sí mismo de forma casi idéntica a la utilizada por Jan de Herdt en su retrato familiar. Es posible que Pock conociera el retrato familiar de De Herdt. Jan de Herdt, junto con los artistas mencionados, creó un lenguaje visual totalmente nuevo en Europa Central mediante este tipo de retrato de grupo comunicativo.

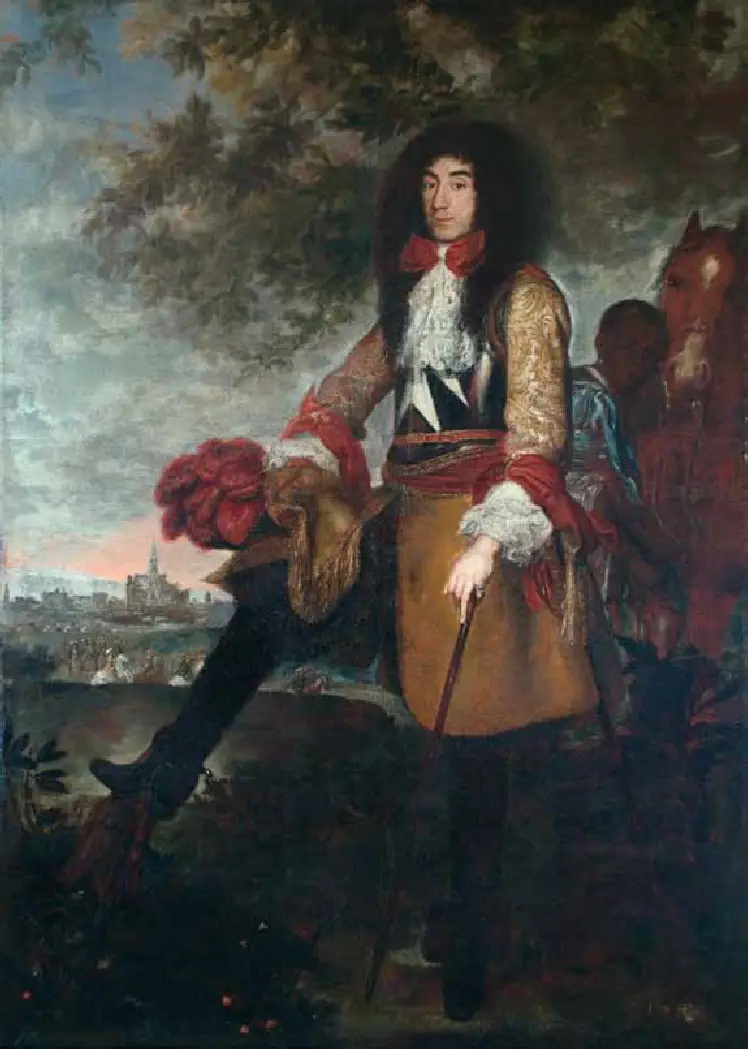
Retrato de Franz Augustin von Waldstein

Jan de Herdt colaboró en la publicación Historia di Leopoldo Cesare escrita por Galeazzo Gualdo Priorato y publicada en Viena por el editor flamenco de Amberes Johann Baptist Hacque. El primer y segundo volumen del libro se publicaron en 1670 y el tercero en 1674. El primer volumen describía los éxitos políticos y militares del emperador Leopoldo I entre 1656 y 1670. Se ilustró principalmente con grabados hechos por grabadores flamencos y holandeses después de diseños de otros artistas holandeses, así como artistas de Alemania e Italia. Las ilustraciones representan principalmente retratos de monarcas europeos y aristócratas importantes, escenas de castillos, escenas de batalla, mapas y ceremonias. Además de Jan de Herdt, los artistas holandeses y flamencos que contribuyeron a la obra fueron Frans Geffels, Cornelis Meyssens, Franciscus van der Steen, Gerard Bouttats, Adriaen van Bloemen, Sebastian van Dryweghen y Jacob Toorenvliet . También contribuyeron los artistas alemanes Moritz Lang, Johann Martin Lerch y Johann Holst y los italianos Il Bianchi, Marco Boschini y Leonardus Hen.t Venetiis.
Jan de Herdt contribuyó con al menos seis diseños para retratos: Jerzy Sebastian Lubomirski, Duke Ferdinand Dietrichstein, Count Jean-Louis Raduit de Souches, Count Raimund Montecuccoli, Count Jan Rottal y Count Nicholas Zrinsky. Los grabados diseñados por de Herdt en esta publicación se han utilizado como base para atribuir pinturas a de Herdt. Por ejemplo, el Retrato del noble y comandante polaco Jerzy Sebastian Lubomirski ( Castillo Real, Varsovia ) se atribuyó de esta manera. De Herdt también es autor de una serie de retratos de miembros de la familia Waldstein . 
Las obras de Herdt creadas en Italia se encuentran todas en Lombardía. En 1920 se descubrió la firma del artista en el retablo del altar mayor de la Iglesia de San Mauricio en Breno en Lombardía, norte de Italia . El retablo representa a San Mauricio arrodillado ante la Virgen y el Niño. Había un Retrato de Santa Isabel (ahora perdido) en la Iglesia de San Francisco de Asís en Brescia. Hay un retablo que representa a la Virgen en las nubes con los Santos Antonio de Padua y Valentine, firmado J. De Herdt F. que aún se conserva en la Iglesia de San Giovanni Decollato en Desenzano del Garda. Otro cuadro de De Herdt en Lombardía es un retablo de Moisés golpeando la roca conservada en la Iglesia de San Jorge en Lovere. Esta obra destaca por su gran tamaño (785 cm de alto y 500 cm de ancho) y el movimiento de la gran multitud representada en él.